# Serguéi Veremko
Sergey Veremko (en bielorruso: Сяргей Вяромка; Minsk, Unión Soviética, 16 de octubre de 1982) es un futbolista internacional bielorruso. Juega de portero y su equipo actual es el FC Torpedo Zhodino, donde además es entrenador de arqueros.

## Trayectoria
Sergey Veremko empezó su carrera futbolística en las categorías inferiores del Dinamo de Minsk. En 2000 consigue debutar con la primera plantilla del club, jugando 6 partidos de liga. Dos años después se convirtió en el portero titular del equipo.
En 2002 se marcha a Ucrania. Allí juega para el FC Arsenal Járkov, FC Helios Járkov y FC Járkov.
En 2006 regresa a su país natal para unirse al FC Neman Grodno. En 2008 firma un contrato con su actual club, el BATE Borisov. En su primera temporada con este equipo gana una Liga. También logra clasificarse para disputar la fase final de la Liga de Campeones de la UEFA 2008-09, donde jugó los seis partidos que su club disputó en el Grupo H (contra la Juventus, Real Madrid y Zenit).

## Selección nacional
Ha sido internacional con la Selección de fútbol de Bielorrusia en 26 ocasiones. Su debut con la camiseta nacional se produjo el 2 de febrero de 2008 en el partido amistoso Bielorrusia 2-0 Islandia.

## Clubes
| Club                      | País        | Año           |
| ------------------------- | ----------- | ------------- |
| FK Dinamo Minsk           | Bielorrusia | 2000-2002     |
| FC Arsenal Járkov         | Ucrania     | 2002-2004     |
| FC Helios Járkov (Cedido) | Ucrania     | 2004          |
| FC Járkov                 | Ucrania     | 2004-2006     |
| FC Neman Grodno           | Bielorrusia | 2006-2007     |
| FC BATE                   | Bielorrusia | 2008-2010     |
| Simferopol                | Ucrania     | 2010-2011     |
| Krylia Sovetov            | Rusia       | 2011-2015     |
| FC Ufa (cedido)           | Rusia       | 2014-2015     |
| Levadiakos                | Grecia      | 2015-2016     |
| FC BATE                   | Bielorrusia | 2016-2017     |
| FC Minsk                  | Bielorrusia | 2017-2021     |
| Torpedo-BelAZ Zhodino     | Bielorrusia | 2022-presente |

## Palmarés

### Títulos nacionales
| Título                   | Club    | País        | Año     |
| ------------------------ | ------- | ----------- | ------- |
| Liga Premier             | FC BATE | Bielorrusia | 2008    |
| Liga Premier             | FC BATE | Bielorrusia | 2009    |
| Liga Premier             | FC BATE | Bielorrusia | 2010    |
| Liga Premier             | FC BATE | Bielorrusia | 2016    |
| Liga Premier             | FC BATE | Bielorrusia | 2017    |
| Copa de Bielorrusia      | FC BATE | Bielorrusia | 2009-10 |
| Supercopa de Bielorrusia | FC BATE | Bielorrusia | 2010    |
| Supercopa de Bielorrusia | FC BATE | Bielorrusia | 2017    |

### Distinciones individuales
| Distinción                                      | Año  |
| ----------------------------------------------- | ---- |
| Mejor portero de la Liga Premier de Bielorrusia | 2007 |
| Mejor portero de la Liga Premier de Bielorrusia | 2008 |
| Mejor portero de la Liga Premier de Bielorrusia | 2009 |
| Mejor portero de la Liga Premier de Bielorrusia | 2010 |